# École de peinture de Norwich
L’école de peinture de Norwich (en anglais, Norwich School of painters), fondée en 1803 à Norwich, est le premier mouvement artistique provincial du Royaume-Uni. 
Ces peintres s'inspirent de l'environnement naturel du paysage du Norfolk et ont été dans une certaine mesure influencés par le travail de peintres de paysage de l'Âge d'or de la peinture néerlandaise tels que Hobbema et Ruisdael, sans oublier les premiers peintres paysagistes de l'école anglaise de peinture du siècle précédent, comme William Bellers ou George Lambert.

## Histoire

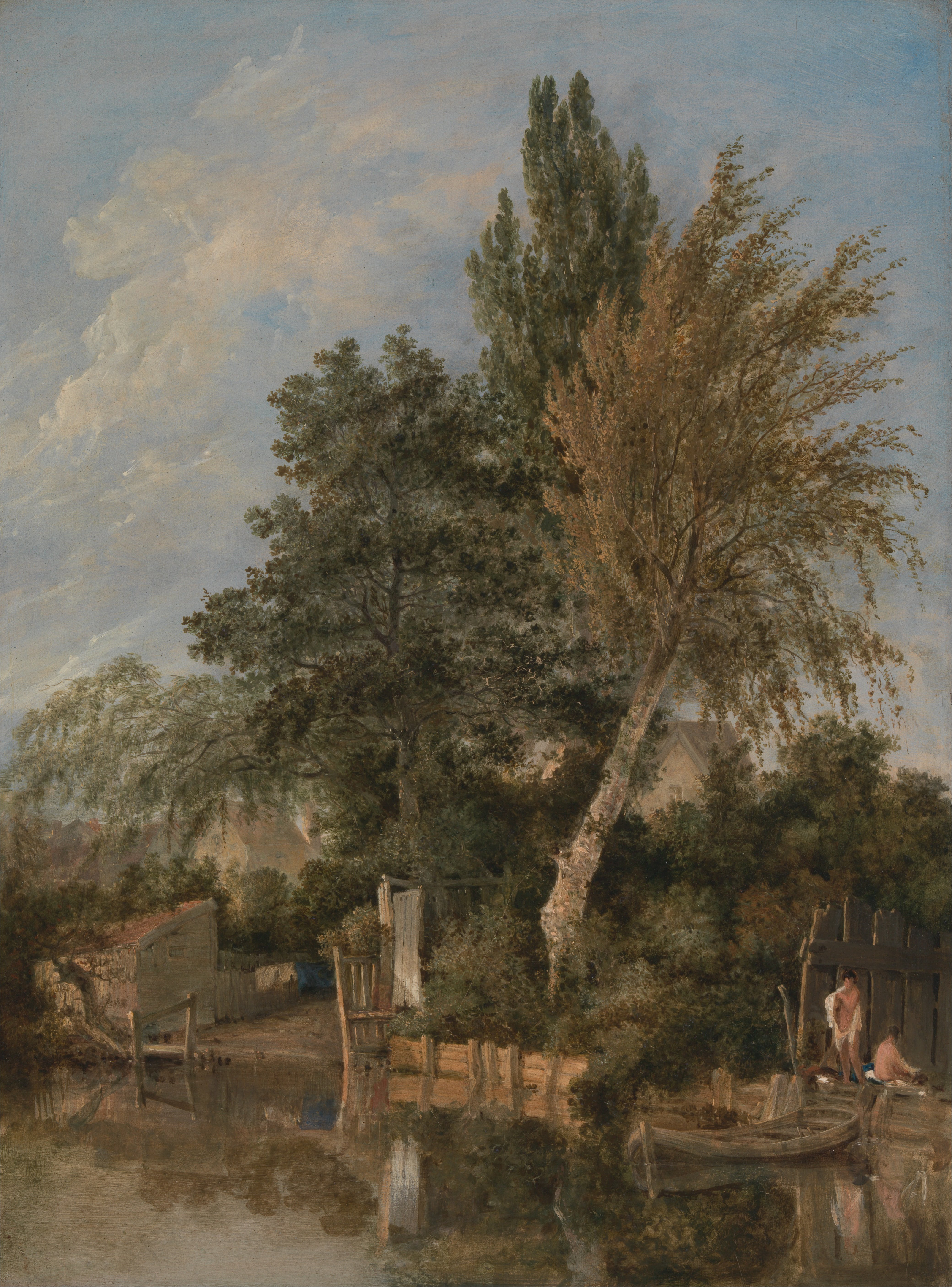
Boys Bathing on the River Wensum, Norwich (1817) par John Crome

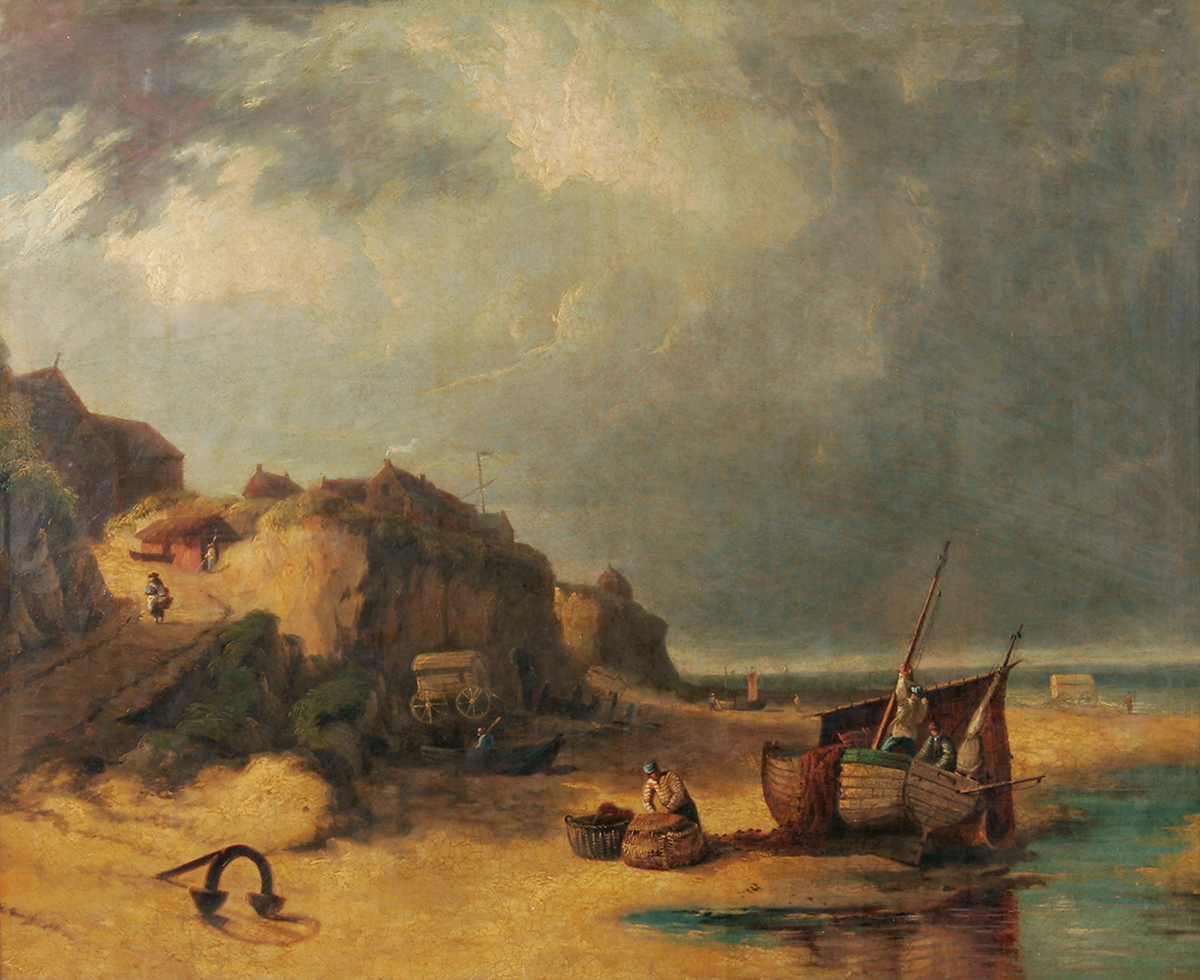
Beach Scene, Mundesley, Norfolk par Robert Ladbrooke

### Fondation et organisation
En 1803, les peintres John Crome et Robert Ladbrooke fondent un gentlemen's club, « The Norwich Society of Artists » à Norwich, à la taverne The Hole in the Wall, dans le but d'échanger des idées entre artistes et de mener « une étude sur l'essor, les progrès et l'état actuel de la peinture, de l'architecture et de la sculpture, en vue d'indiquer les meilleures façons d'atteindre la plus grande perfection dans ces arts »,. Ce désir de s'installer à la campagne fut bientôt une manière d'échapper à l'urbanisation croissante de Londres et de chercher une forme de paysage, en même temps qu'une lumière, épargnées par l'industrialisation. 
En 1805, ils trouvent un nouvel espace, un ancien atelier d'artisans, plus grand, le « Sir Benjamins Wrench's Court », où ils commencent à organiser une exposition. C'est un succès, et l'événement devient annuel, jusqu'en 1825, date à laquelle le lieu est démoli. En 1828, un nouvel espace ouvre, baptisé « The Norfolk and Suffolk Institution for the Promotion of the Fine Arts », et les expositions reprennent jusqu'en 1833. L'année suivante, en 1834, date qui marque la fin de cette association culturelle et artistique, John Sell Cotman, qui avait continué à animer l'entreprise avec le fils du fondateur mort en 1821, quitte définitivement Norwich pour Londres.

### Bilan
D'un simple club de province devenu une institution autonome, ce que les critiques d'art appelleront plus tard l'« école de Norwich », a surtout comme mérite principal d'être constitué d'un petit groupe d'artistes autodidactes issus de la classe ouvrière, loin des coteries londoniennes. Soucieux de leur indépendance, ils purent peindre librement l'arrière-pays entourant Norwich, aidés en cela par un soutien local, certes assez discret. Loin de produire des pastiches du XVIIe siècle hollandais, Crome, mais aussi John Sell Cotman et Joseph Stannard, ont su créer une authentique école de peinture de paysage, possédant force et originalité, dont la renommée s'étendit en Europe, notamment en France et en Allemagne.
L'école de peinture de Norwich compta en tout près d'une cinquantaine de membres.
Une grande partie des toiles produites à Norwich va être collectionnée par le fabricant de moutarde, l'entrepreneur local Jeremiah Colman (1777-1851). Elle mettront donc un certain temps à revenir en salle des ventes, et sur le marché de l'art londonien.

### Postérité
En 1859, le Français Michel-Amédée Besnus se rend à Norwich et s'imprègne de leurs travaux ; ce peintre de paysage, familier des environs de Fontainebleau, était proche entre autres de Jules Dupré et de Théophile-Narcisse Chauvel. 
Plusieurs de leurs œuvres sont conservées au musée du Château de Norwich. 
En 2000, la Tate Gallery de Londres a organisé une importante rétrospective du mouvement.

## Principaux membres et associés
- Henry Bright (en) (1810-1873)
- John Sell Cotman (1782-1842)
- John Joseph Cotman (en) (1814-1878)
- John Crome (1768-1821)
- John Berney Crome (1794-1842)
- Edward Thomas Daniell (1804-1842)
- Robert Dixon (en) (1780-1815)
- David Hodgson (en) (1798-1864)
- Robert Ladbrooke (1768-1842)
- Obadiah Short (1803-1886)
- Joseph Stannard (en) (1797-1830)
- Alfred Stannard (en) (1806-1889)
- Emily Stannard (1802-1885)
- Eloise Harriet Stannard (en) (1829-1915)
- James Sillett (en) (1764-1840)
- James Stark (1794-1859)
- John Thirtle (1777-1839)
- George Vincent (1786-1832)

Membres londoniens
- John Burnet (1784-1868)
- Martin Archer Shee (1769-1850)